# 圖-134
图-134 （俄語：Ту-134，羅馬化：Tu-134，北约代号: 硬壳（Crusty））是原苏联图波列夫设计局开发的一种双引擎窄体客机，和道格拉斯DC-9属于同一级别。它是在图-124的基础之上，将机翼下的发动机后移至机尾处，再改用T型尾翼而成。它在曾经的华约国家中被广泛使用，由于其巨大的噪声而逐渐遭到淘汰。该型号曾在多达42个国家中服役，除了客运航空之外它也时常使用在军事领域。虽然该型号的生产至1985年就停止了，但时至21世纪初仍然有一些国家元首将其作为私人专机。从1966年至1985年，各种型号的Tu-134总计生产了852架。

## 设计和发展
最初的图-134是以图-124A的名义来进行开发的，1963年7月22日，在图124基础上采用了新发动机的图-124A完成了它的首飞。不过2年之后飞机的设计作出了改动，发动机被转移到机尾部，尾翼也改为了T型，这时原型机的编号也变成了后来的图-134，一年之后哈尔科夫飞机制造厂开始批量生产图134型。1967年9月，图134从莫斯科飞往阿德列尔国际机场，完成了其第一次商业飞行。

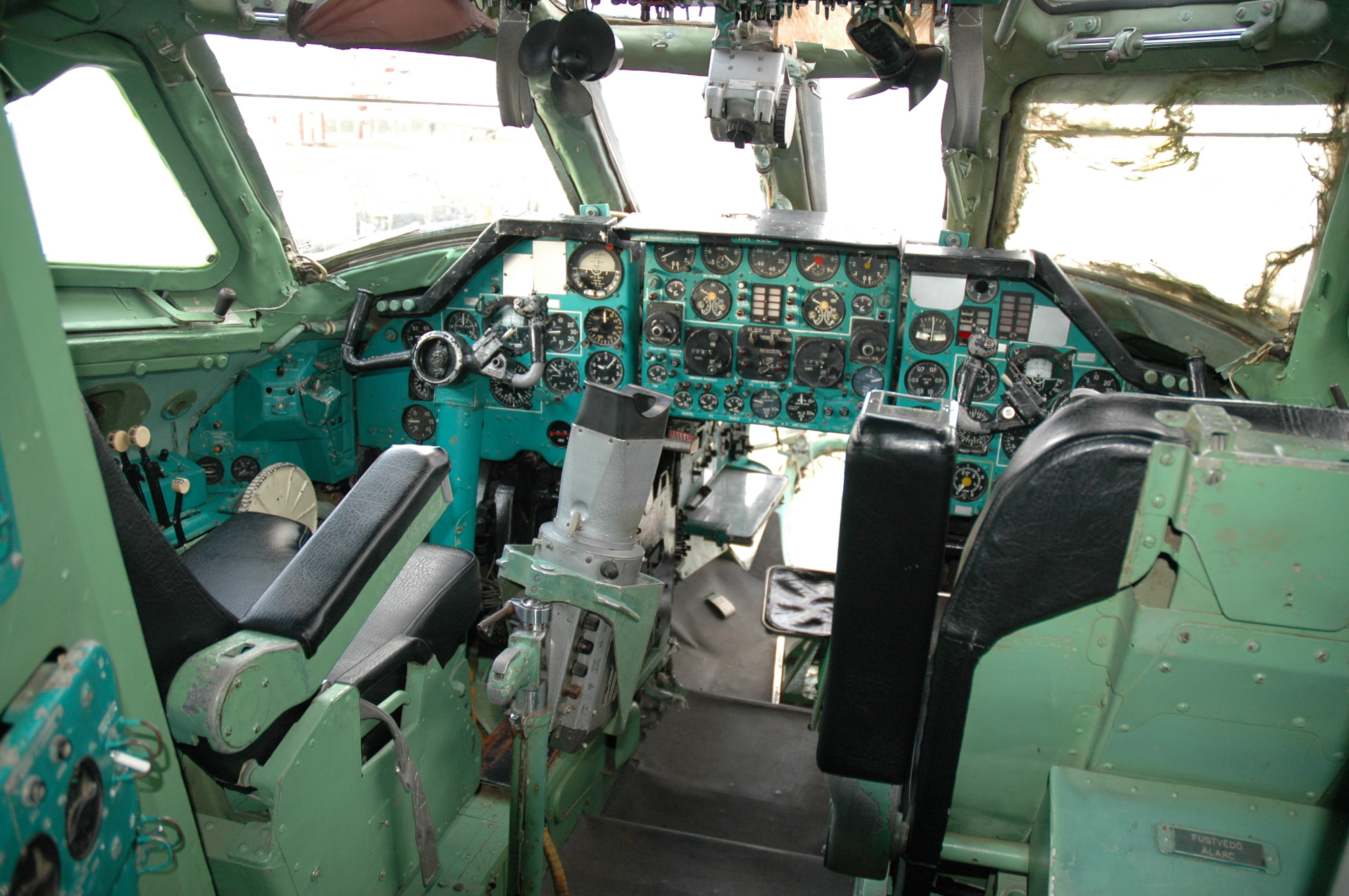
駕駛艙

1969德國紀念郵票

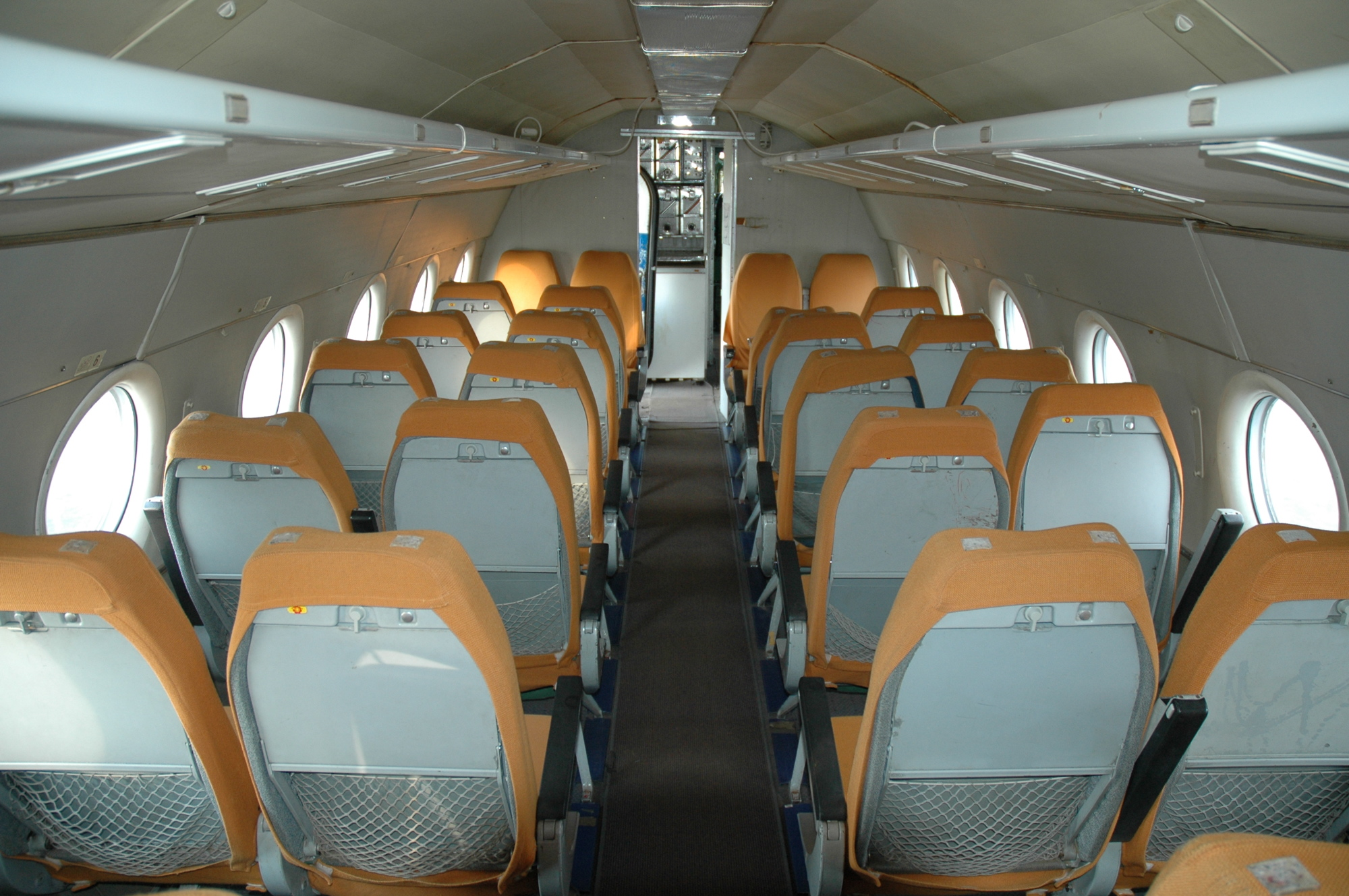
客艙

早期生产的D-30型发动机没有反推力装置，因此图134需要配备减速伞才能在某些机场降落。图-134还是苏联第一种能符合西方标准的客机，它良好的适应性可以在苏联和华约国家的大多数机场内降落。1968年，它还作为苏联第一种对外出口的客机，輸出至东德国际航空公司。同年，图波列夫将图-134加长并更换了改进的D-30发动机，开发出了第一个改进型号图-134A。这个新型号于1969年4月22日完成首飞，第一次执行航班任务则是在1970年11月9日。
俄罗斯航空公司是图-134最大的客户，曾有600多架图-134在这家公司服役。如果按人数来算，图134在服役期间为俄罗斯航空运送了7%至9%的乘客。图134大约运送了1000万人次的乘客和3万吨邮件、货物，完成了25万次起降。不过，由于油耗超过新式的空客A320等飞机以及不能满足欧盟的噪声标准，俄罗斯航空在2008年中宣布将其剩余的14架图134转交给旗下的子公司使用。其他剩余的图-134则被改装为私人飞机，如前任乌克兰总统亚努科维奇的专机就是由图-134改装而来。

## 型号

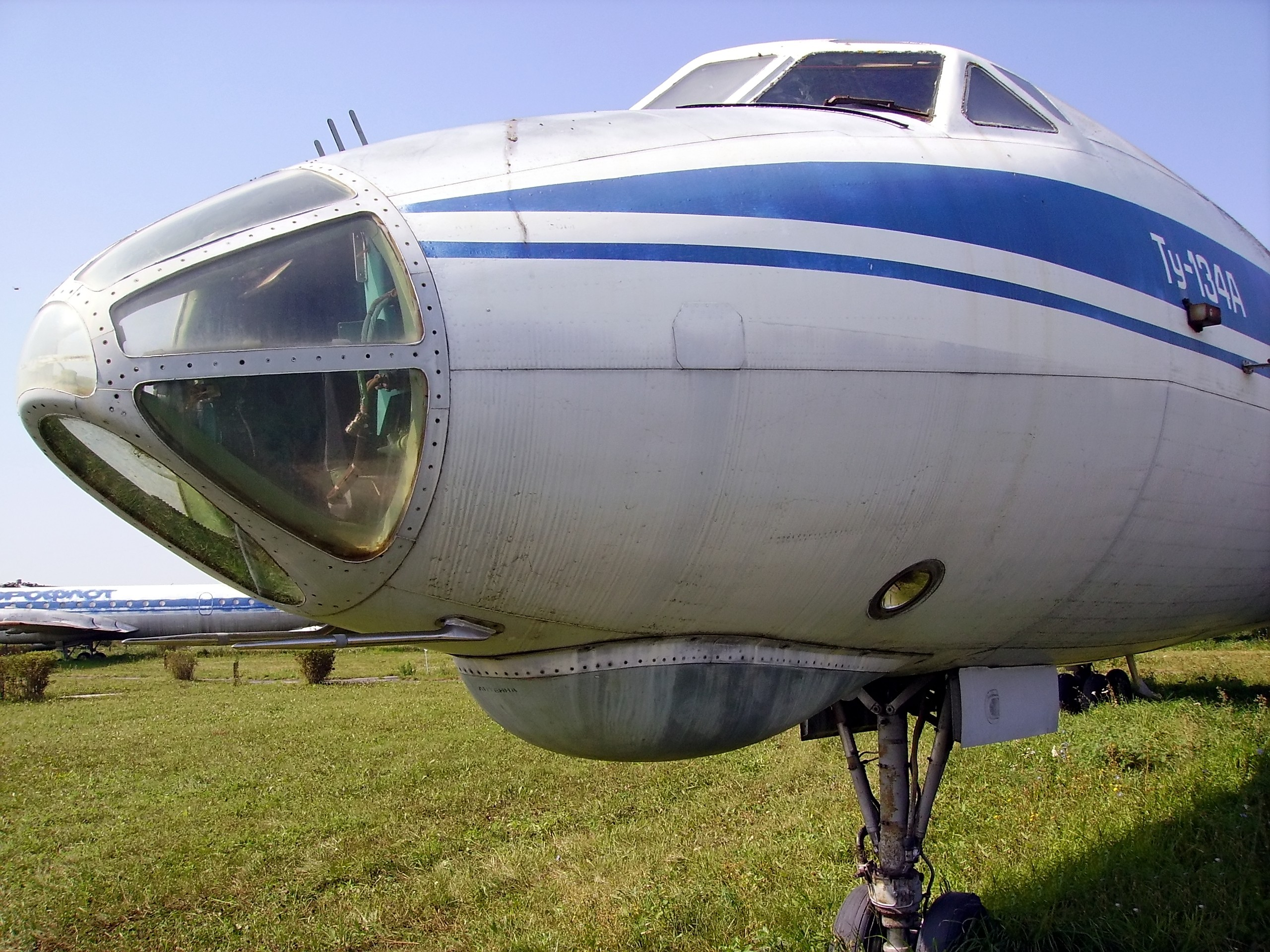
玻璃機鼻版图134头部特写

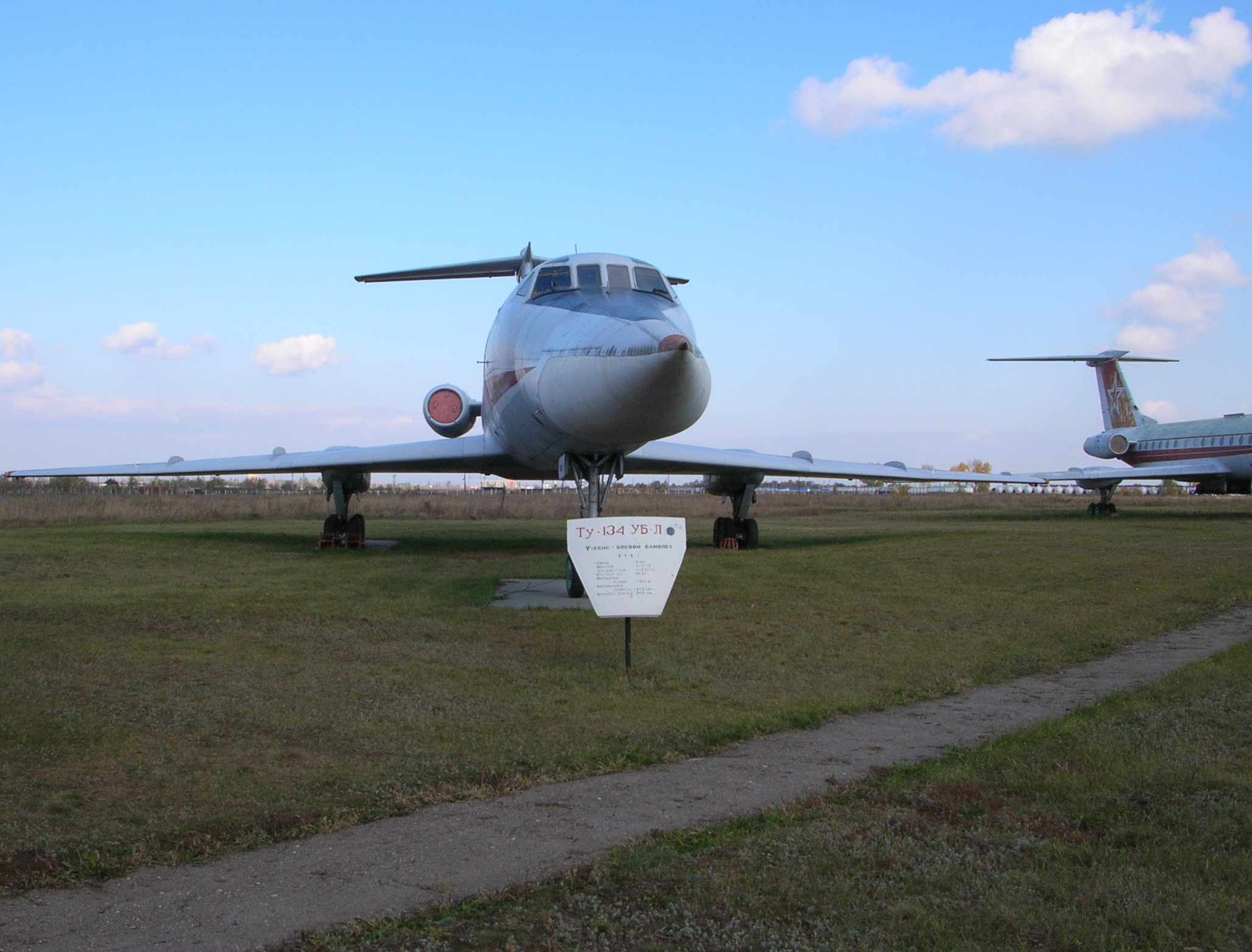
图134 UBL

Tu-134
基础型号，最初的系列可以容纳64名乘客，后来又被增加到了72名。
Tu-134A
改进型号，升级了发动机更新了航空电子设备，同时加长了机身，可容纳84名乘客。大部分A型使用的都是玻璃机鼻和机颌雷达，少部分同B型一样使用的是机鼻雷达。
Tu-134A-2
替换掉了玻璃机鼻。
Tu-134A-3
使用升级的D-30涡轮风扇发动机。
Tu-134A-5
最先进的版本。
Tu-134B
第二个系列，拥有80个座位，雷达被放置在机鼻内，撤消了透明的玻璃机鼻。有些B型拥有位于机身下方的附加油箱。
Tu-134BV
太空梭工作模型。
Tu-134LK
宇航员训练机。
Tu-134UBL
轰炸机机组训练机。
Tu-134UBK
海军版，仅生产出一架。
Tu-134BSh
领航员训练机，安装有一台图22的雷达。
Tu-134SKh
农业勘探机。

## 性能特征（Tu-134A）
参考资料：OAO Tupolev
基本信息
- 机组：3-4
- 容量：72-84乘客机身宽度: 2.9 m（9 ft 6 in）
- 燃料容量: 13,200 l（3,485 US gal）

性能